# Serviço Federal de Inteligência da Alemanha
O Bundesnachrichtendienst ou BND (em português: Serviço Federal de Informações), fundado em 1 de abril de 1956, é o serviço de inteligência exterior da Alemanha, com sede em Pullach e Berlim. É subordinado à Chancelaria Federal da Alemanha, e emprega aproximadamente 6.000 pessoas. O seu orçamento anual é superior a 430 milhões de euros. Surgiu com ex-agentes do FAE. Esta agência colabora com a NSA na espionagem da Europa atualmente.
Em fevereiro de 2019, foi inaugurada a nova sede da agência em Berlim, sendo em tamanho a maior central de inteligência do mundo.

Logo.